# Abo Eisa
Abobaker Mamoun Eisa, detto Abo (Khartum, 5 gennaio 1996), è un calciatore sudanese con cittadinanza britannica, attaccante dell'Al-Nasr Bengasi e della nazionale sudanese.

## Biografia
È il fratello del calciatore Mohamed Eisa.

## Carriera

### Nazionale
Nel 2023 ha esordito in nazionale.

## Statistiche

### Cronologia presenze e reti in nazionale
| Cronologia completa delle presenze e delle reti in nazionale ― Sudan | Cronologia completa delle presenze e delle reti in nazionale ― Sudan | Cronologia completa delle presenze e delle reti in nazionale ― Sudan | Cronologia completa delle presenze e delle reti in nazionale ― Sudan | Cronologia completa delle presenze e delle reti in nazionale ― Sudan | Cronologia completa delle presenze e delle reti in nazionale ― Sudan | Cronologia completa delle presenze e delle reti in nazionale ― Sudan | Cronologia completa delle presenze e delle reti in nazionale ― Sudan |
| Data                                                                 | Città                                                                | In casa                                                              | Risultato                                                            | Ospiti                                                               | Competizione                                                         | Reti                                                                 | Note                                                                 |
| -------------------------------------------------------------------- | -------------------------------------------------------------------- | -------------------------------------------------------------------- | -------------------------------------------------------------------- | -------------------------------------------------------------------- | -------------------------------------------------------------------- | -------------------------------------------------------------------- | -------------------------------------------------------------------- |
| 16-11-2023                                                           | Benina                                                               | Sudan                                                                | 1 – 1                                                                | Togo                                                                 | Qual. Mondiali 2026                                                  | -                                                                    | 45’                                                                  |
| 19-11-2023                                                           | Benina                                                               | Sudan                                                                | 1 – 0                                                                | RD del Congo                                                         | Qual. Mondiali 2026                                                  | -                                                                    | 86’                                                                  |
| Totale                                                               |                                                                      | Presenze                                                             | 2                                                                    |                                                                      | Reti                                                                 | 0                                                                    |                                                                      |